# Chasiempis
Chasiempis är ett fågelsläkte i familjen monarker inom ordningen tättingar. Släktet omfattar tre arter som tidigare betraktades som en och samma, med utbredning i Hawaiiöarna:
- Kauaimonark (C. sclateri)
- Oahumonark (C. ibidis)
- Hawaiimonark (C. sandwichensis)